# Průmyslové a lesní úzkorozchodné tratě v okolí Smolenic
Průmyslové a lesní úzkorozchodné tratě v okolí Smolenic byl železniční systém v Malých Karpatech v okolí obce Smolenice. 

## Historie
Úzkorozchodné trati v této oblasti byly stavěny ve dvou etapách.
Nejprve vznikla lesní koněspřežná dráha s rozchodem 760 mm, která byla vystavěná do prostoru lesů kolem Majdanu, mezi Horními Orešany a Lošoncem. Tato část zanikla, aniž by byl na ní zahájen provoz parními lokomotivami. 
Nový systém – trať s rozchodem 600 mm – se s původní lesní železnicí stýkala v Majdanu. Tato trať obsluhovala území od hranice katastru obce Sološnica až po Dobrovodské lesy, kde sahala až téměř pod Bradlo. 
V roce 1880 začal hrabě Jozef Pálffy (1853–1920) v úzké dolině pod Majdanem u Horných Orešan výstavbu chemického závodu, v němž se suchou destilací zpracovávalo bukové dřevo na výrobky: octan vápenatý, kyselina octová a aceton. Vedlejším produktem bylo dřevěné uhlí. Jedna větev úzkorozchodné trati vedla ze závodu k Horné Parině a dále k vrchu Klokoč v délce 14 km. Z ní odbočovala odbočka u hájovny Stará Bohatá. Druhá důležitá větev o délce rovněž 14 km vedla z Majdanu kolem Jahodníku pod Záruby. V letech 1901–1903 byla postavena trať až na Dobrou Vodu.
Ve většině pramenů se uvádí, že na této úzkorozchodné trati jezdilo šest parních a pět dieselových lokomotiv, dvě drezíny, dva osobní a 140 nákladních vozů. Dvě parní lokomotivy byly čtyřnápravové (Goliath a Luďka) a čtyři třínápravové (Republika, Pavlína, Lucia a Měna). Republika se dnes nachází v Štiavničce pri Hronci jako fyzicky zachráněný exponát muzea ČHŽ.
Všechny horské dopravní trasy se mírně svažovaly k závodu, což umožňovalo samočinnou dopravu dřeva. Prázdné soupravy vagonů vytáhli koně na svahy ke skládkám a odtud naložené dřevem sjely setrvačností do hlavního skladu u závodu. 
Úzkokolejky ze závodu do Smolenic a Dobré Vody stavěli cizinci. Byli to většinou Poláci, Italové a Chorvati. Celá trať byla dokončena bylo až v roce 1920. Před likvidací v roce 1960 měla úzkokolejka celkovou délku 70 km.